# Peter Fischer
Peter Fischer (ur. 25 lutego 1954 w Oberstdorfie) – niemiecki narciarz alpejski reprezentujący RFN. Zajął 15. miejsce w zjeździe na igrzyskach w Innsbrucku w 1976 r. Jego najlepszym wynikiem na mistrzostwach świata było również 15. miejsce w zjeździe na mistrzostwach w Garmisch-Partenkirchen. Najlepsze wyniki w Pucharze Świata osiągnął w sezonie 1976/1977, kiedy to zajął 23. miejsce w klasyfikacji generalnej.

## Sukcesy

### Puchar Świata

#### Miejsca w klasyfikacji generalnej
- 1974/1975 – 57.
- 1975/1976 – 50.
- 1976/1977 – 23.

#### Miejsca na podium
1. Heavenly Valley – 13 marca 1977 (zjazd) – 3. miejsce